# Baklan
Baklan est une ville et un district de la province de Denizli dans la région égéenne en Turquie.